# Bahnstrecke Chartres–Orléans
| Güterbahnhof Chartres, vor 1914 |                      |                                                                                    |                                                                                    |
| Streckennummer (SNCF): | 556 000              |                                                                                    |                                                                                    |
| Streckenlänge: | 73,5 km              |                                                                                    |                                                                                    |
| Spurweite: | 1435 mm (Normalspur) |                                                                                    |                                                                                    |
| Maximale Neigung: | 15 ‰                 |                                                                                    |                                                                                    |
| Streckengeschwindigkeit: | 80–200 km/h          |                                                                                    |                                                                                    |
| Zweigleisigkeit: | ja                   |                                                                                    |                                                                                    |
| |                      |                                                                                    |                                                                                    |
| \| \| \| Bahnstrecke Paris–Brest von Paris-Montparnasse \| \| \| \| 86,5 \| Bahnstrecke Ouest-Ceinture–Chartres von Gallardon \| Bahnstrecke Ouest-Ceinture–Chartres von Gallardon \| \| \| 86,9 \| Viaduc Saint-Jean (134m) \| Viaduc Saint-Jean (134m) \| \| \| 87,1 0,0 \| Chartres \| 142 m \| \| \| \| \| \| \| \| 0,8 \| Bahnstrecke Chartres–Dreux von Dreux (Abzw. Lucé) \| Bahnstrecke Chartres–Dreux von Dreux (Abzw. Lucé) \| \| \| \| \| \| \| \| 1,4 \| Bahnstrecke Paris–Brest nach Brest und Bahnstrecke Chartres–Bordeaux nach Bordeaux \| Bahnstrecke Paris–Brest nach Brest und Bahnstrecke Chartres–Bordeaux nach Bordeaux \| \| \| \| \| \| \| \| ~1,9 \| D 7023 (ehem. RN 23) \| D 7023 (ehem. RN 23) \| \| \| 1,9 \| mehrere Industriegleise \| mehrere Industriegleise \| \| \| ~2,3 \| D 921 (ehem. RN 821) \| D 921 (ehem. RN 821) \| \| \| ~2,8 \| D 7010 (ehem. RN 10) \| D 7010 (ehem. RN 10) \| \| \| 3,9 \| Eure (55m) \| Eure (55m) \| \| \| ~3,9 \| D 935 (ehem. RN 835) \| D 935 (ehem. RN 835) \| \| \| 5,7 \| A 11 \| A 11 \| \| \| 5,8 \| Beaulieu-Le-Coudray \| 147 m \| \| \| 5,8 \| Bahnstrecke Beaulieu-le-Coudray–Abzw. Auneau nach Auneau \| Bahnstrecke Beaulieu-le-Coudray–Abzw. Auneau nach Auneau \| \| \| 11,2 \| Berchères-les-Pierres \| 146 m \| \| \| 17,9 \| Theuville \| 155 m \| \| \| \| LGV Atlantique \| \| \| \| ~24,5 \| Bahnstrecke Brétigny–La Membrolle-sur-Choisille von Brétigny \| Bahnstrecke Brétigny–La Membrolle-sur-Choisille von Brétigny \| \| \| 25,1 \| Voves \| 149 m \| \| \| 25,5 \| Bahnstrecke Brétigny–La Membrolle-sur-Choisille n. La Membrolle \| Bahnstrecke Brétigny–La Membrolle-sur-Choisille n. La Membrolle \| \| \| 30,2 \| Bahnstrecke Voves–Toury nach Toury \| Bahnstrecke Voves–Toury nach Toury \| \| \| 31,6 \| Fains-la-Folie \| 141 m \| \| \| 37,6 \| Conie \| Conie \| \| \| 40,8 \| Orgères \| 132 m \| \| \| ~40,8 \| D 927 (ehem. RN 827) \| D 927 (ehem. RN 827) \| \| \| 47,3 \| Gommiers \| 131 m \| \| \| ~49,2 \| Département Eure-et-Loir / Loiret \| Département Eure-et-Loir / Loiret \| \| \| 51,6 \| Bahnstrecke Courtalain-Saint-Pellerin–Patay von Courtalain \| Bahnstrecke Courtalain-Saint-Pellerin–Patay von Courtalain \| \| \| 51,8 \| Patay \| 122 m \| \| \| 53,4 \| Gleisanschl. landw. Betrieb \| Gleisanschl. landw. Betrieb \| \| \| 57,1 \| Coinces \| 123 m \| \| \| 60,5 \| Bricy-Boulay \| 124 m \| \| \| \| Aérodrome militaire d’Orléans-Bricy \| \| \| \| 68,5 \| Villeneuve-d’Ingré \| 125 m \| \| \| 73,5 122,4 \| Bahnstrecke Paris–Bordeaux von Bordeaux \| Bahnstrecke Paris–Bordeaux von Bordeaux \| \| \| \| Abzw. Chartres (Streckenende) \| \| \| \| \| Bahnstrecke Paris–Bordeaux von Paris-Austerlitz \| \| \| \| 118,9 \| Les Aubrais \| 118 m \| \| \| ~119,7 \| D 920 (ehem. RN 20) \| D 920 (ehem. RN 20) \| \| \| ~119,7 \| \| \| \| \| 121,0 \| Orléans \| 118 m \| \| \| \| Bahnstrecke Les Aubrais-Orléans–Montauban n. Montauban \| \| |                      |                                                                                    |                                                                                    |
| Strecke |                      | Bahnstrecke Paris–Brest von Paris-Montparnasse                                     | Bahnstrecke Paris–Brest von Paris-Montparnasse                                     |
| Abzweig geradeaus und von links | 86,5                 | Bahnstrecke Ouest-Ceinture–Chartres von Gallardon                                  | Bahnstrecke Ouest-Ceinture–Chartres von Gallardon                                  |
| Brücke | 86,9                 | Viaduc Saint-Jean (134m)                                                           | Viaduc Saint-Jean (134m)                                                           |
| Bahnhof | 87,1 0,0             | Chartres                                                                           | 142 m                                                                              |
| Abzweig geradeaus und nach links · Strecke von rechts |                      |                                                                                    |                                                                                    |
| Abzweig geradeaus, nach rechts und ehemals von rechts · Strecke | 0,8                  | Bahnstrecke Chartres–Dreux von Dreux (Abzw. Lucé)                                  | Bahnstrecke Chartres–Dreux von Dreux (Abzw. Lucé)                                  |
| |                      |                                                                                    |                                                                                    |
| Strecke quer · Kreuzung geradeaus oben · Strecke nach rechts | 1,4                  | Bahnstrecke Paris–Brest nach Brest und Bahnstrecke Chartres–Bordeaux nach Bordeaux | Bahnstrecke Paris–Brest nach Brest und Bahnstrecke Chartres–Bordeaux nach Bordeaux |
| |                      |                                                                                    |                                                                                    |
| Bahnübergang | ~1,9                 | D 7023 (ehem. RN 23)                                                               | D 7023 (ehem. RN 23)                                                               |
| Abzweig geradeaus und nach rechts | 1,9                  | mehrere Industriegleise                                                            | mehrere Industriegleise                                                            |
| Strecke mit Straßenbrücke | ~2,3                 | D 921 (ehem. RN 821)                                                               | D 921 (ehem. RN 821)                                                               |
| Strecke mit Straßenbrücke | ~2,8                 | D 7010 (ehem. RN 10)                                                               | D 7010 (ehem. RN 10)                                                               |
| | 3,9                  | Eure (55m)                                                                         | Eure (55m)                                                                         |
| Strecke Ende Hochstrecke | ~3,9                 | D 935 (ehem. RN 835)                                                               | D 935 (ehem. RN 835)                                                               |
| Strecke mit Straßenbrücke | 5,7                  | A 11                                                                               | A 11                                                                               |
| Dienststation / Betriebs- oder Güterbahnhof | 5,8                  | Beaulieu-Le-Coudray                                                                | 147 m                                                                              |
| Abzweig geradeaus und ehemals nach links | 5,8                  | Bahnstrecke Beaulieu-le-Coudray–Abzw. Auneau nach Auneau                           | Bahnstrecke Beaulieu-le-Coudray–Abzw. Auneau nach Auneau                           |
| ehemaliger Bahnhof | 11,2                 | Berchères-les-Pierres                                                              | 146 m                                                                              |
| ehemaliger Bahnhof | 17,9                 | Theuville                                                                          | 155 m                                                                              |
| Kreuzung geradeaus unten |                      | LGV Atlantique                                                                     | LGV Atlantique                                                                     |
| Abzweig geradeaus und von links | ~24,5                | Bahnstrecke Brétigny–La Membrolle-sur-Choisille von Brétigny                       | Bahnstrecke Brétigny–La Membrolle-sur-Choisille von Brétigny                       |
| Bahnhof | 25,1                 | Voves                                                                              | 149 m                                                                              |
| Abzweig geradeaus und nach rechts | 25,5                 | Bahnstrecke Brétigny–La Membrolle-sur-Choisille n. La Membrolle                    | Bahnstrecke Brétigny–La Membrolle-sur-Choisille n. La Membrolle                    |
| Abzweig geradeaus und ehemals nach links | 30,2                 | Bahnstrecke Voves–Toury nach Toury                                                 | Bahnstrecke Voves–Toury nach Toury                                                 |
| Dienststation / Betriebs- oder Güterbahnhof | 31,6                 | Fains-la-Folie                                                                     | 141 m                                                                              |
| Brücke über Wasserlauf | 37,6                 | Conie                                                                              | Conie                                                                              |
| Dienststation / Betriebs- oder Güterbahnhof | 40,8                 | Orgères                                                                            | 132 m                                                                              |
| Bahnübergang | ~40,8                | D 927 (ehem. RN 827)                                                               | D 927 (ehem. RN 827)                                                               |
| Dienststation / Betriebs- oder Güterbahnhof | 47,3                 | Gommiers                                                                           | 131 m                                                                              |
| Grenze | ~49,2                | Département Eure-et-Loir / Loiret                                                  | Département Eure-et-Loir / Loiret                                                  |
| Abzweig geradeaus und von rechts | 51,6                 | Bahnstrecke Courtalain-Saint-Pellerin–Patay von Courtalain                         | Bahnstrecke Courtalain-Saint-Pellerin–Patay von Courtalain                         |
| Dienststation / Betriebs- oder Güterbahnhof | 51,8                 | Patay                                                                              | 122 m                                                                              |
| Abzweig geradeaus und nach rechts | 53,4                 | Gleisanschl. landw. Betrieb                                                        | Gleisanschl. landw. Betrieb                                                        |
| ehemaliger Haltepunkt / Haltestelle | 57,1                 | Coinces                                                                            | 123 m                                                                              |
| Dienststation / Betriebs- oder Güterbahnhof | 60,5                 | Bricy-Boulay                                                                       | 124 m                                                                              |
| Abzweig geradeaus und nach rechts |                      | Aérodrome militaire d’Orléans-Bricy                                                | Aérodrome militaire d’Orléans-Bricy                                                |
| Dienststation / Betriebs- oder Güterbahnhof | 68,5                 | Villeneuve-d’Ingré                                                                 | 125 m                                                                              |
| Strecke nach halblinks und von rechts · Strecke | 73,5 122,4           | Bahnstrecke Paris–Bordeaux von Bordeaux                                            | Bahnstrecke Paris–Bordeaux von Bordeaux                                            |
| Abzweig geradeaus und von halbrechts |                      | Abzw. Chartres (Streckenende)                                                      | Abzw. Chartres (Streckenende)                                                      |
| Strecke · Strecke von links |                      | Bahnstrecke Paris–Bordeaux von Paris-Austerlitz                                    | Bahnstrecke Paris–Bordeaux von Paris-Austerlitz                                    |
| Strecke · Bahnhof | 118,9                | Les Aubrais                                                                        | 118 m                                                                              |
| Strecke mit Straßenbrücke · Strecke | ~119,7               | D 920 (ehem. RN 20)                                                                | D 920 (ehem. RN 20)                                                                |
| Abzweig geradeaus, nach links und von links · Abzweig geradeaus, nach rechts und von rechts | ~119,7               |                                                                                    |                                                                                    |
| Kopfbahnhof Streckenende · Strecke | 121,0                | Orléans                                                                            | 118 m                                                                              |
| Strecke |                      | Bahnstrecke Les Aubrais-Orléans–Montauban n. Montauban                             | Bahnstrecke Les Aubrais-Orléans–Montauban n. Montauban                             |

Die Bahnstrecke Chartres–Orléans ist eine eingleisige Bahnstrecke der SNCF Réseau in Frankreich. Sie verbindet Chartres an der Bahnstrecke Paris–Brest mit der Bahnstrecke Paris–Bordeaux in Orléans. Die innerhalb der Region Centre-Val de Loire grob in Nord-Süd-Richtung verlaufende Trasse hat eine Länge von ca. 73,5 km. Zwischen Chartres und Voves wird die Strecke im Personen- und Güterverkehr, südlich von Voves nur im Güterverkehr genutzt.

## Geschichte
Diese Bahnstrecke ist der südliche Abschnitt einer längeren Marginale, der Verbindung zwischen Orléans und Rouen. Entsprechend galt die am 26. Februar 1868 erteilte Konzession für die Gesamtstrecke und nicht nur für diesen Teil. Sie war von Anfang an von „öffentlichem Interesse“, sollte somit auch für den Personenverkehr verfügbar sein. Die Konzessionäre hatten sich zu der Personengesellschaft Compagnie Orleans-Rouen zusammengeschlossen, denen Théodore Fresson, Amédée Gautray, beide aus Paris, und der Brüder C. und L. Van der Elst aus Brüssel vorstanden. Zwar wurde der Strecke in dem Vertrag vom 9. Oktober 1869 nur lokales Interesse bekundet, doch träumte die Wirtschaft in Orléans, neben der Bahnstrecke Paris–Bordeaux noch von einer zweiten überregionalen Verbindung, die die Normandie mit dem Rhônetal verbände. Tatsächlich wurde im Laufe der Jahre die Strecke bis Rouen vollendet, doch bildete der Deutsch-Französische Krieg eine längere Unterbrechung in der Bautätigkeit und auch das nördlich angrenzende Département Eure erkannten in der Strecke keinen großen Nutzen und förderte die für den Bau notwendigen Genehmigungen nicht sonderlich.

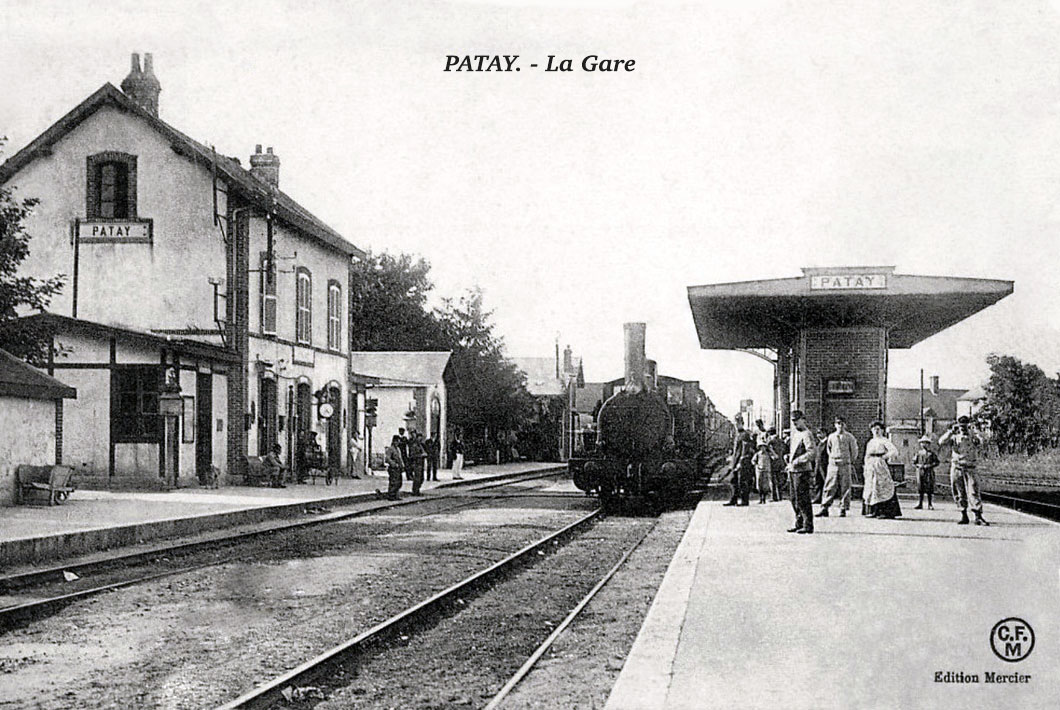
Bahnhof Patay, um 1900. Blickrichtung Nord.

Obwohl die Streckenführung von den Bürgermeistern von Rouen, Chartres, Dreux und Elbeuf sowie den beiden Generalräten der Départements Eure und Eure-et-Loir nicht in Frage gestellt, sondern befürwortet wird, kam diese großräumige Verkehrsachse so nicht zustande. Aus einem heute nicht mehr nachvollziehbaren Grund und ohne eine dokumentierte Erklärung ändert der Präfekt von Eure 1867 plötzlich seine Meinung und verhinderte den Bau als Magistrallinie in seinem Département. Demzufolge wurde nach Vollendung des Streckenbaus unzweckmässiges Wagenmaterial eingesetzt. Zudem wurden wegen schlechter Umstiegszeiten die Umsteigebahnhöfe zu den von Paris ausgehenden radialen Fernstrecken nie als Knotenpunkte wahrgenommen. Unter günstigsten Voraussetzungen dauerte eine Fahrt auf der 156 km langen Gesamtstrecke Orléans–Rouen drei Stunden. Der ursprünglich gedachte „große Wurf“ zerfiel nach Aufteilung an verschiedene Bahngesellschaften in Streckenabschnitte. So wurde aus den optimistischen Ankündigungen der Betreiber in einer Anzeige im Journal des Chemins de Fer, die Strecke sei „ein wichtiger Eisenbahnabschnitt, der Paris und die angrenzenden Departements in einem Umkreis von hundert Kilometern durch Rouen, Amiens, Laon, Reims und Châlons durchqueren würde“ keine Wirklichkeit, denn auf der eingleisigen Strecke verkehrten nie Fernzüge.
Die Bahngesellschaft musste 1877 Konkurs anmelden und die Strecken fielen zunächst an die dafür gegründete Staatsbahn Chemins de fer de l’État, die die einzelnen Abschnitte sukzessive weiterveräußerte. Die Entwicklung der Strecken war danach von den jeweiligen Interessen der Bahngesellschaften geleitet und daher sehr unterschiedlich. Durchgehende Verbindungen oder Anschlüsse gab es nicht mehr.

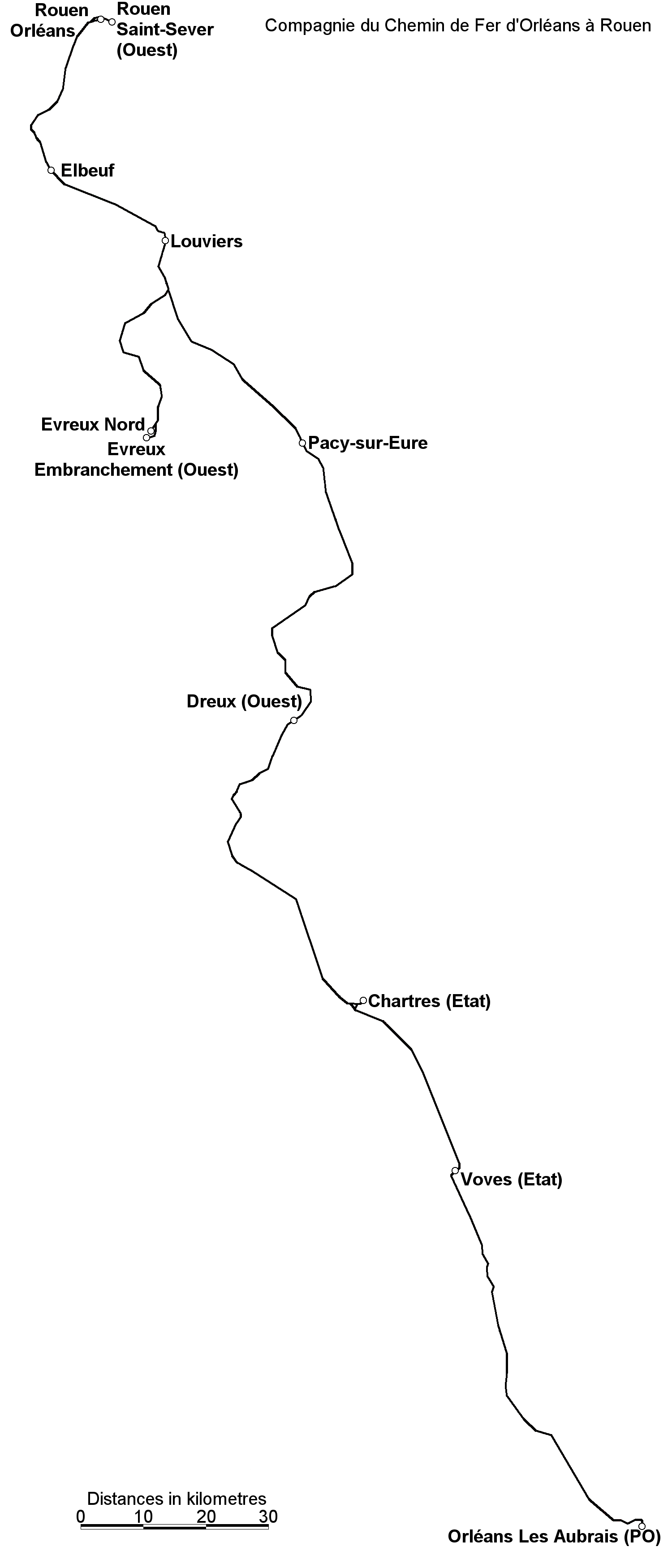
Gesamtstrecke nach Eröffnung.

Heute ist die Strecke in fünf Teilstrecken zerfallen (von Nord nach Süd). Alle gingen 1878 zunächst an die Staatsbahn Chemins de fer de l’État, konnten dann an andere Gesellschaften weitergegeben werden und kamen mit Gründung der SNCF wieder zurück an den Staat:
- 365000 – Bahnstrecke Rouen-Gauche–Petit-Couronne
- 370000 – Bahnstrecke Saint-Georges-Motel–Grand-Quevilly
- 397000 – Kurzer Abschnitt zwischen Saint-Georges-Motel und Dreux der Bahnstrecke Dreux–Saint-Aubin-du-Vieil-Évreux: 1883 an die Chemins de fer de l’Ouest
- 409000 – Bahnstrecke Chartres–Dreux
- 556000 – Bahnstrecke Chartres–Orléans: 1883 an die Chemins de fer de l’Ouest, 1908 an den Staat

## Bau und Betrieb
Aufgrund der Topografie stelle der Bau der Strecke keine besonderen Anforderungen dar. Entsprechend ging er zügig voran und bereits am 28. Oktober 1872 konnte der erste Abschnitt, am 29. Mai 1873 die Strecke in gesamter Länge in Betrieb genommen werden. Kriegsbedingt wurde der Personenverkehr am 16. Februar 1942 eingestellt und nach dem Krieg nicht wieder aufgenommen. In den 1970er Jahren folgte die Schließung für den Frachtverkehr: Zunächst 1971 der Abschnitt Beaulieu-le-Coudray–Voves, der am 1. Juli 1987 für den Güterverkehr wieder in Betrieb genommen wurde, wenige Jahre später auch Fains-la-Folie–Orgères. Auch ein Teil des zweiten Abschnitts wurde am 12. Dezember 2016 wiedereröffnet für den Reiseverkehr, der Abschnitt zwischen Chartres und Voves.